# Engadin
Engadin hosszú völgy a Svájci-Alpokban, Graubünden kantonban. A völgyben végig az Inn folyó folyik, a Maloja-hágónál található forrásától egészen az osztrák határig, 100 km hosszon. A völgy mindkét oldalát magas hegyek védik és híres a napos klímájáról és a szép vidékéről.

## Etimológia
A Romans nyelvben, mely a régió ősi nyelve, az Engadin jelentése szó szerint az „Inn kertje”. Engadin az egész régióra utal.

## Földrajz
Engadin az Alpok központjában fekszik, és az Inn folyó felső része folyik a völgyben. A Maloja-hágó (1815 m) és Tirol (1000 m) között 100 km hosszon és közel 1000 méteres eséssel folyik. A völgy legmagasabb hegysége a Bernina-hegység (4049 m).
A völgy két részre osztható:
1. Felső-Engadin, Maloja-tól Zernez-ig, ahol a völgy többnyire egyenesvonalú és széles, egészen Schanf önkormányzatig,
2. Alsó-Engadin, Zernez-től az osztrák határig, ahol az Inn gyorsabb folyású és kanyargós.

Tavak: Sils-tó, Silvaplana-tó, Champfer-tó, St. Moritz-tó

## Népesség
Felső-Engadinban a romans és svájci-német (Schwizerdütsch) nyelvű lakosok száma közel egyenlő.
Alsó-Engadinban a romans nyelv a domináns, de mindenki beszéli a svájci-németet és a standard németet.

## Képek

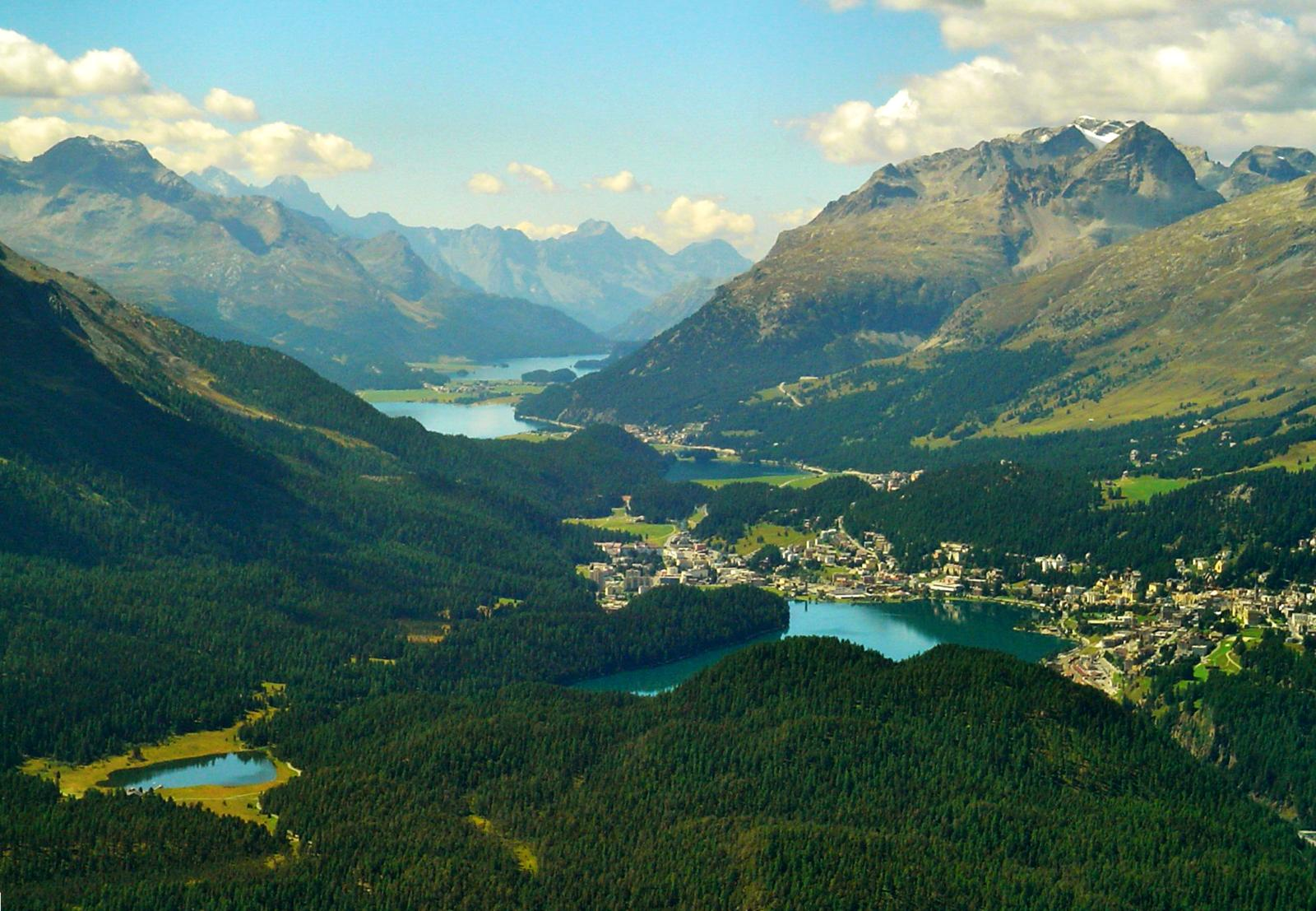
Felső-Engadin, St. Moritz
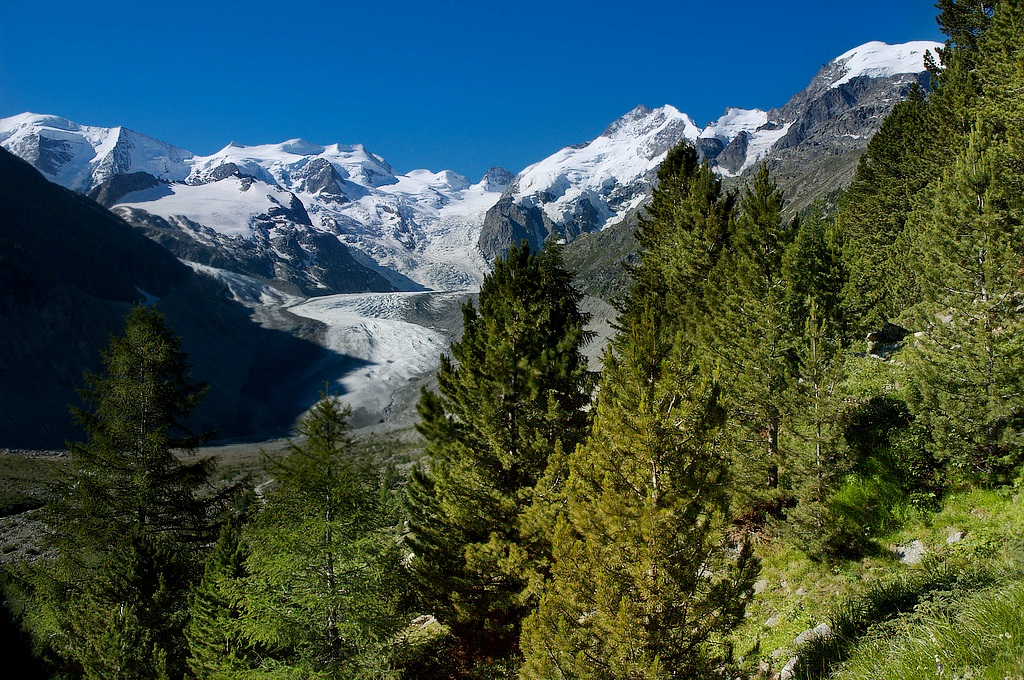
Bernina-hegység
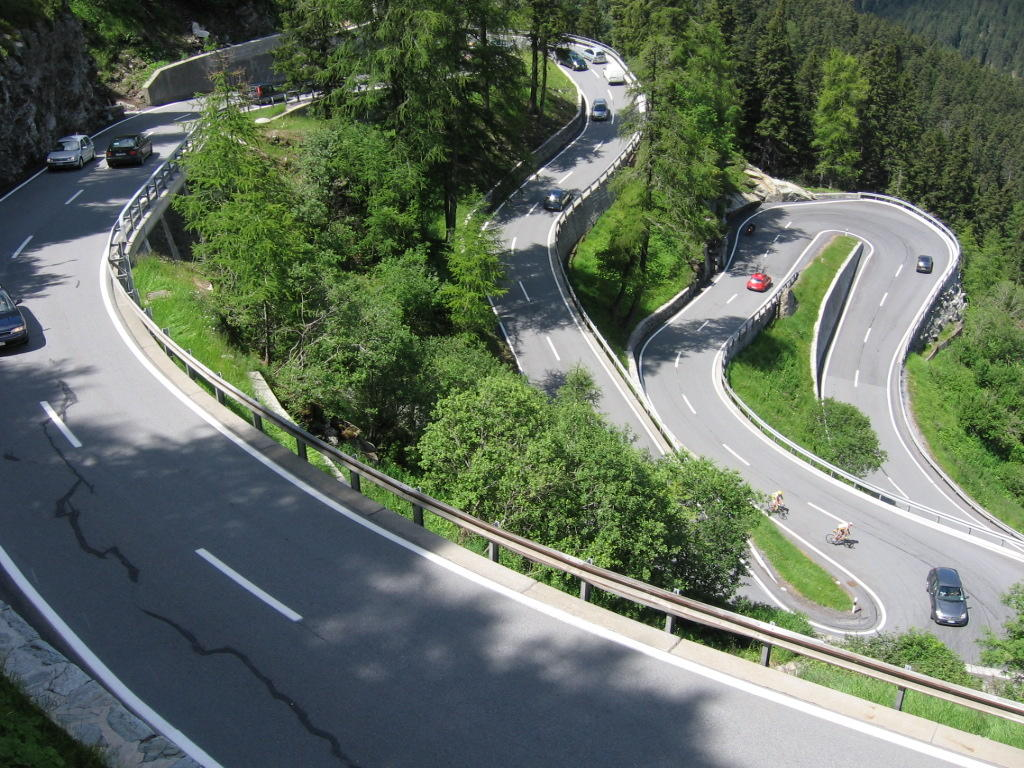
Maloja-hágó
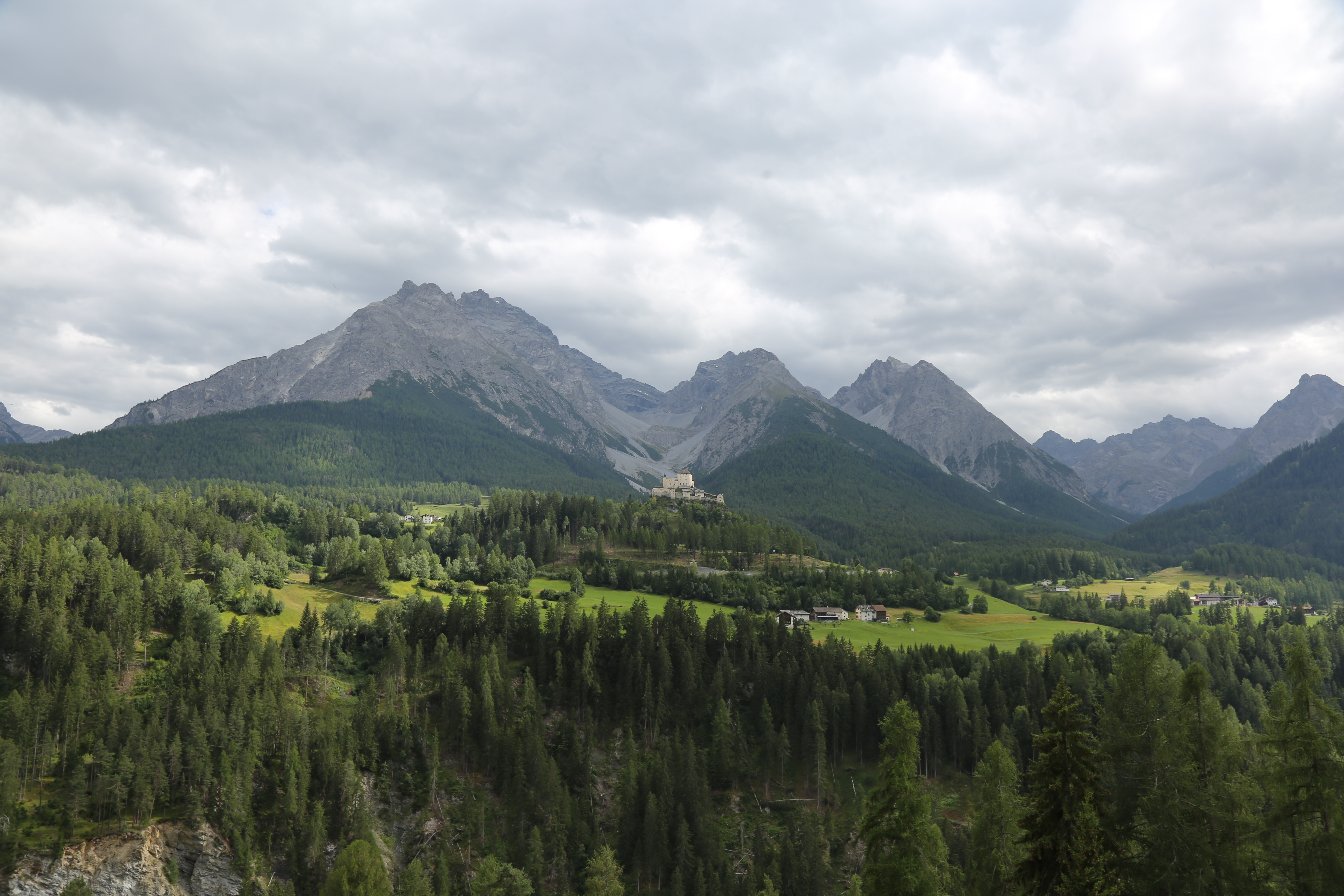
Alsó-Engadin